# Hallo Venray
Hallo Venray is een Nederlandse gitaarrockband uit Den Haag.

## Biografie
De naam Hallo Venray is afkomstig uit het NCRV-radioprogramma Los Vast dat vanaf medio 1977 op de zaterdagmiddag tussen 12:00 en 14:00 uur op Hilversum 3 en vanaf 7 december 1985 tot medio 1990 op Radio 3 vanaf een locatie in Nederland werd uitgezonden. Presentator Jan Rietman begon de show altijd met "Hallo ...", gevolgd door de naam van de bezochte plaats. Toen Los Vast neerstreek in de Limburgse plaats Venray, werd het dus "Hallo Venray!".
De band werd rond 1987 opgericht door Henk Koorn en onder andere gitarist Anno Houwing, korte tijd later volgden drummer Dim Veldhuisen en bassist Peter Konings, de band had toen nog Nederlandstalig repertoire. Gitarist Toon Moerland verving Anno Houwing. In 1989 werd in eigen beheer het album You Don’t Hit a Guy With Glasses On uitgebracht. Het jaar daarop volgde het album King.
In 1992 kwam de doorbraak met het album The More I Laugh, The Hornier Due Gets, geproduceerd door Henk Jonkers. Singles van dat album, o.a. Slow Change, werden op destijds Radio 3 gedraaid en er volgde een live optreden op Pinkpop 1992. Henk Koorn stal de show door te verschijnen in netkousen en op een pogostick over het podium rond te dansen.
A Million Planes To Fly kwam uit in 1993. De band toerde zeer veel in Nederland en daarbuiten, onder andere in Frankrijk met de band Texas.
Merry-Go-Round, uitgebracht in 1995, bleek niet het succes waarop was gehoopt. Het werd stiller rond de band. In 1997 werd het album Hallo Venray uitgebracht. Tijdens de promotietour verliet Dim Veldhuisen de band. Hij werd vervangen door Henk Jonkers die eerder drumde in de bands 13 en Fatal Flowers.
De daaropvolgende jaren werden gekenmerkt door veel nevenprojecten. In 2000 kwam Roll Another Number uit, een album met Neil Young-covers; en later dat jaar I'm Not a Senseless Person, At Least I Don’t Want To Be. Dit album werd ook in Engeland uitgebracht bij het label Lo-Max. In datzelfde jaar tekende de band een contract bij Excelsior Recordings. Andere nevenprojecten waren o.a. Dakota Love Beach en de Abba's/Supertroopers, die liedjes van ABBA coverden/bewerkten.
In 2005 werd Vegetables and Fruit uitgebracht, gevolgd door een lange tour in het clubcircuit.
In september 2008 kwam de plaat Leather on My Soul uit. Leather on My Soul is een dubbel-cd, die een akoestische en een elektrisch versterkte versie van alle nummers bevat. De uitgave werd gevolgd door een Nederlandse clubtournee.
Eind 2012 vierde de band haar 25-jarig bestaan met een heuse The More I Laugh, The Hornier Due Gets tour, waarbij de 'nieuwe' samenstelling het voorprogramma verzorgde voor de 'oude' samenstelling, die het album integraal speelde.
In 2015 vormde de tiende verjaardag van Vegetables and Fruit aanleiding voor een tweede 'anniversary tour'.

## Bezetting
- Henk Koorn - zang, gitaar
- Peter Konings - basgitaar
- Henk Jonkers - drums

### Oud-leden
- Anno Houwing - gitaar (1987)
- Toon Moerland - gitaar (1988-2000)
- Dim Veldhuisen - drums (1987-1998)

## Discografie

### Albums
| Album met eventuele hitnotering(en) in de Nederlandse Album Top 100 | Datum van verschijnen | Datum van binnenkomst | Hoogste positie | Aantal weken | Opmerkingen |
| ------------------------------------------------------------------- | --------------------- | --------------------- | --------------- | ------------ | ----------- |
| You Don’t Hit A Guy With Glasses On                                 | 1989                  | -                     |                 |              |             |
| King                                                                | 1990                  | -                     |                 |              |             |
| The More I Laugh, The Hornier Due Gets                              | 1992                  | -                     |                 |              |             |
| A Million Planes To Fly                                             | 1993                  | 13-11-1993            | 60              | 5            |             |
| 2 Meter Sessie                                                      | 1994                  | -                     |                 |              |             |
| Merry-Go-Round                                                      | 1995                  | 30-09-1995            | 78              | 6            |             |
| Hallo Venray                                                        | 1997                  | -                     |                 |              |             |
| Roll Another Number                                                 | 1999                  | -                     |                 |              |             |
| I’m Not A Senseless Person, At Least I Don’t Want To Be             | 2000                  | -                     |                 |              |             |
| Vegetables And Fruit                                                | 2005                  | -                     |                 |              |             |
| Leather On My Soul                                                  | 2008                  | 27-09-2008            | 95              | 1            |             |
| Show                                                                | 2014                  |                       | 44              | 4            |             |
| Where’s The Funky Party?                                            | 2017                  | -                     |                 |              |             |
| Coffee and Cake                                                     | 2022                  | -                     |                 |              |             |

### Singles
| Single met eventuele hitnotering(en) in de Nederlandse Top 40 | Datum van verschijnen | Datum van binnenkomst | Hoogste positie | Aantal weken | Opmerkingen |
| ------------------------------------------------------------- | --------------------- | --------------------- | --------------- | ------------ | ----------- |
| Slow Change                                                   | 1992                  | 28-03-1992            | tip13           | -            |             |
| The Road                                                      | 1992                  | -                     |                 |              |             |
| The Summer Is Gone                                            | 1992                  | -                     |                 |              |             |
| Miracles                                                      | 1993                  | -                     |                 |              |             |
| I Don't Wanna Know (Remix)                                    | 1994                  | -                     |                 |              |             |
| The Beach                                                     | 1995                  | -                     |                 |              |             |
| Split Sec                                                     | 1995                  | -                     |                 |              |             |
| Love Ya                                                       | 1997                  | -                     |                 |              |             |
| Building                                                      | 1997                  | -                     |                 |              |             |